# Lara Saint Paul
Lara Saint Paul (nom de scène de Silvana Areggasc Savorelli, née le 31 mars 1945 à Asmara, en Érythrée italienne, et morte à Casalecchio di Reno le 8 mai 2018) est une chanteuse, artiste, imprésario et productrice italo-érythréenne.

## Biographie
Silvana Areggasc Savorelli est née à Asmara (Érythrée italienne) d'une mère érythréenne et d'un père d'Émilie-Romagne. Elle passe son enfance à Fusignano dans la province de Ravenne.
Lara Saint Paul étudie le chant sous la direction d'un professeur qui s'est produit à la Scala de Milan, le professeur Tina Brini et débute en 1962 au festival de Sanremo sous le nom de Tanya en chantant la ballade I colori della felicità.
Adoptant le nom de scène de Lara Saint Paul, elle participe en 1966 au Festival delle Rose avec la chanson Il pieno et est finaliste en 1967 du Festival della Canzone Napoletana avec Te faie desidera.
Son premier grand succès arrive en 1968 au festival de Sanremo interprétant avec Louis Armstrong Mi va di cantare aux côtés de Lionel Hampton. Elle a encore participé à Sanremo, en 1972 avec Se non fosse tra queste mie braccia lo inventerei et en 1973 avec Una casa grande.

### Musique
Lara Saint Paul a travaillé avec de nombreux artistes. Ses chansons Non preoccuparti et Adesso ricomincerei ont été produites et arrangées par le producteur américain Quincy Jones en 1973. Dans la même année, elle a publié une reprise en version italienne de Killing Me Softly with His Song, composé à l'origine par Charles Fox et Norman Gimbel. Lara Saint Paul a travaillé avec des invités de marque tels que Ray Charles, Lionel Hampton, Louis Armstrong, Roberta Flack, Frank Sinatra et Stevie Wonder. En 1977, l'album Saffo  Music est enregistré à Los Angeles et produit par Leon Ware .
Les marchés les plus importants pour sa musique en dehors de l'Italie et de l'Europe sont l'Argentine, le Brésil et le Japon ainsi que le Bloc de l'Est. La majorité de son travail a été publiée en Italie sur le label Compagnia Discografica Italiana (CDI) puis LASAPA, dont elle est propriétaire avec son mari, le producteur italien Pier Quinto Cariaggi.

### La danse aérobic
En 1982, Lara Saint Paul importe en Italie le concept aérobic, travaillant en collaboration avec Jane Fonda. La vidéo, le livre et la musique de l'album, intitulé Aerobic Dance et Aerobica Aerobica, et un single intitulé A A AA Aerobica, faisaient partie d'un programme d'exercice avec des chansons interprétées par Lara Saint Paul. Aerobic Dance remporte un disque d'Or en Italie pour ses ventes. Une ligne de vêtements et des clubs de remise en forme sont sous licence avec le nom Lara Saint Paul.

### La télévision

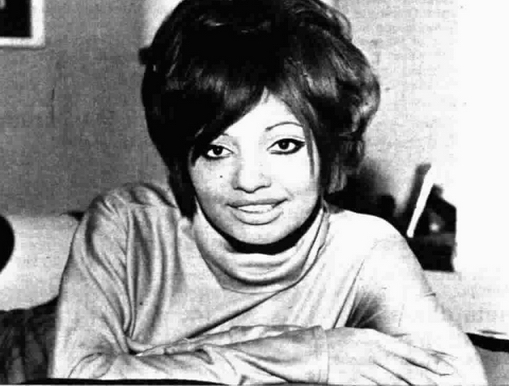
Lara Saint Paul en 1970.

Lara Saint Paul participe à des émissions de télévision en Italie et en Europe, comme en 1968 le spectacle de variétés Quelli Della Domenica pour la RAI, en 1970-1971 le show Canzonissima. En 1992, Lara Superspecial show pour la RAI 2 et l'Eurovision est diffusé dans 19 pays, avec Frank Sinatra, Liza Minnelli, Harry Belafonte et Luciano Pavarotti.
En 1995, sous le nom de Lara Cariaggi, elle a co-produit et écrit avec son mari le documentaire biographique pour la télévision Pavarotti: Le Meilleur est Encore à Venir.
En 2005 sur le Rete 4, elle est la guest star du show d'Iva Zanicchi Io tra di voi chantant en duo avec Bobby Solo des morceaux  en hommage à Sinatra. En juin 2008, elle participe à La Notte della Solidarietà à la PalaSharp de Milan au bénéfice de l'Organisation Mondiale de la Chirurgie Pédiatrique pour les Pays Émergents (WOPSEC).

### Dernières années
Le 14 avril 2013, invitée de Lorella Cuccarini à Domenica in, Lara Saint Paul, veuve du producteur de disques Pier Quinto Cariaggi révèle ses conditions économiques et familiales difficiles. Le 1er décembre 2014, le Conseil des ministres, sur proposition de la présidence de la République italienne lui octroie l'allocation à vie prévue par la loi 440 du 8 août 1985 (Loi Bacchelli), disposition qui garantit un soutien économique aux Italiens « connus » qui se sont distingués par leurs activités artistiques, scientifiques ou sportives. Après des années difficiles, elle meurt d'un cancer aux intestins le 8 mai 2018 à l'hospice de Casalecchio di Reno.